# Оштрица бријача
Оштрица бријача је југословенски ратни ТВ филм из 1983. године. Режирао га је Звонимир Илијић а сценарио је написао Светислав Јованов.

## Улоге
| Глумац            | Улога |
| ----------------- | ----- |
| Марко Баћовић     |       |
| Мира Бањац        |       |
| Радоје Чупић      |       |
| Варја Ђукић       |       |
| Никола Којо       |       |
| Жарко Лаушевић    |       |
| Драган Максимовић |       |
| Зоран Радмиловић  |       |
| Петар Радовановић |       |
| Тихомир Станић    |       |

Комплетна ТВ екипа ▼
| Редитељ    | Звонимир Илијић   |
| Сценариста | Светислав Јованов |
| Композитор | Ђорђе Балашевић   |